# Magik?
ABVV-Jongeren is de Vlaamse scholieren- en studentenvakbond die gelieerd is aan het Vlaams ABVV en het Socialistisch Jeugdverbond (SJV).

## Geschiedenis
De Syndicale Jeugd werd opgericht in 1938 en organiseerde werkende en werkloze jeugd op bedrijfs- en gemeentelijk niveau. In 1951 ontstonden de ABVV-kadetten als centrale binnen het ABVV, zij richtte zich op de studerende jeugd. In 1965 werd de ABVV Jeugddienst  opgericht (1965-1976) en op 5 februari 1976 werden de ABVV-kadetten omgevormd tot ABVV Jongeren.
Op 25 oktober 2000 fuseerde de ABVV Jeugddienst met de ABVV-Jongeren en op 20 november 2008 werd de naam gewijzigd in Magik?. Op 18 december 2008 werd de organisatie verzelfstandigd en stelde ze zich tot doel dé vakbond voor studenten en scholieren te zijn.
Op de vooravond van de nationale manifestatie van 4 november 2015 vond er een 24-urenbezetting van het Anneessensplein in Brussel plaats door de ABVV Jongeren en Working Class Heroes samen met ACV Enter en ACLVB FreeZbe waarbij de studenten van o.a. Studententroef aansloten.

## Missie
Magik? is een syndicale jongerenbeweging die zich richt op scholieren, studenten, werkende en werkloze jongeren tussen 16 en 35 jaar. Ze organiseert diverse activiteiten waarbij syndicalisme centraal staat. Daarnaast bieden ze dienstverlening aan jobstudenten, schoolverlaters, stagiairs en jongeren in het Deeltijds onderwijs.

## Structuur

### Bestuur
| Tijdspanne  | Voorzitter               |
| ----------- | ------------------------ |
| 1960 - 1966 | Georges Derieuw          |
| ? - 1973    | Hugo Buermans            |
| 1973 - 1988 | Roger Sellicaerts        |
| 1988 - 1989 | Robert Voorhamme         |
| 1989 - 1995 | Julien Van Geertsom      |
| 1995 - 2004 | Frank Moreels            |
| 2004 - ?    | Cristian Van de Wijgaert |

| Tijdspanne   | Coördinator   |
| ------------ | ------------- |
| 2002 - 2013  | Mike De Herdt |
| 2014 - heden | Jeff Jonckers |

### Organisatie
Het secretariaat van de organisatie is gevestigd in de Watteeustraat 10 te Brussel en telt acht afdelingen. Het ledenaantal ligt om en bij de 28.285 (2010) en de hoofdzetel is gelegen te Brussel. Ze werken samen met de ABVV Jongeren die zijn vertegenwoordigd op het nationaal bureau van het ABVV, op het uitgebreid secretariaat van de Vlaamse intergewestelijke en hebben stemrecht op het Nationaal Comité en het Nationaal Congres.
Van 1967 tot 1992 werd het tijdschrift Jongerenkontakt uitgegeven, Van 1992 tot 2017 verscheen het driemaandelijks ledenblad Magik?, sindsdien publiceert de organisatie een digitale nieuwsbrief. Daarnaast werd van 1994 tot 2000 Affisje uitgegeven.
| Jaar | Ledenaantal |
| ---- | ----------- |
| 1994 | 9.026       |
| 1996 | 9.215       |
| 1998 | 9.956       |
| 2001 | 6.671       |

| Jaar | Ledenaantal |
| ---- | ----------- |
| 2002 | 8.741       |
| 2003 | 10.429      |
| 2004 | 13.733      |
| 2005 | 15.452      |

| Jaar | Ledenaantal |
| ---- | ----------- |
| 2006 | 20.678      |
| 2007 | 24.989      |
| 2008 | 26.760      |
| 2010 | 28.285      |

## Bekende (oud-)leden
- Georges Derieuw
- Frank Moreels
- Jean Van der Sande
- Robert Voorhamme